# Letnie Igrzyska Paraolimpijskie 2016
XV Letnie Igrzyska Paraolimpijskie (port. Jogos Paralímpicos de Verão de 2016) – letnie igrzyska paraolimpijskie, które odbyły się w 2016 roku w Rio de Janeiro. Były to pierwsze igrzyska odbywające się w Ameryce Łacińskiej oraz pierwsze igrzyska paraolimpijskie od 2000 roku odbywające się na półkuli południowej.

## Wybór organizatora
Do MKOl swoje kandydatury przesłało siedem miast z Europy, Azji, Ameryki Północnej oraz Ameryki Południowej.
| Państwo           | Miasto         | Przypis     |
| ----------------- | -------------- | ----------- |
| Azerbejdżan       | Baku           | [ 1 ]       |
| Stany Zjednoczone | Chicago        | [ 2 ]       |
| Katar             | Doha           | [ 3 ]       |
| Hiszpania         | Madryt         | [ 2 ] [ 4 ] |
| Czechy            | Praga          | [ 5 ] [ 6 ] |
| Brazylia          | Rio de Janeiro | [ 2 ] [ 7 ] |
| Japonia           | Tokio          | [ 2 ] [ 8 ] |

Termin składania do MKOl ofert kandydatur minął 13 września 2007 roku. Następnie do 14 stycznia 2008 roku kandydaci musieli w specjalnym kwestionariuszu odpowiedzieć na pytania MKOl. 4 czerwca 2008 spośród nadesłanych kandydatur wybrano cztery:
| Państwo           | Miasto         |
| ----------------- | -------------- |
| Stany Zjednoczone | Chicago        |
| Hiszpania         | Madryt         |
| Brazylia          | Rio de Janeiro |
| Japonia           | Tokio          |

### Finał
Decyzja o tym, kto będzie organizatorem Igrzysk Paraolimpijskich w 2016 zapadła 2 października 2009 na 121. spotkaniu Międzynarodowego Komitetu Olimpijskiego w Kopenhadze. Członkowie MKOl-u wybrali spośród 4 kandydujących miast:
- Rio de Janeiro – zwycięzca z wynikiem 66 głosów.
- Madryt – odpadł w ostatniej, trzeciej rundzie z wynikiem 32 głosów.
- Tokio – odpadło w drugiej rundzie z wynikiem 22 głosów.
- Chicago – odpadło w pierwszej rundzie z wynikiem 18 głosów.

## Rozgrywane dyscypliny
Podczas igrzysk paraolimpijskich w 2016 roku rozegranych zostanie 528 konkurencji w 22 dyscyplinach sportowych. W grudniu 2010 roku decyzją Międzynarodowego Komitetu Paraolimpijskiego do programu zostały włączone rozgrywki w dwóch dyscyplinach, które jak dotąd nie pojawiały się na igrzyskach paraolimpijskich. Były to kajakarstwo oraz triathlon. Rozważano także włączenie do programu imprezy badmintona, golfa, piłki nożnej na wózkach, taekwondo oraz koszykówki dla osób upośledzonych umysłowo. Te kandydatury zostały jednak odrzucone.
| - Boccia (7) (szczegóły) - Goalball (2) (szczegóły) - Jeździectwo (11) (szczegóły) - Judo (13) (szczegóły) - Kajakarstwo (6) (szczegóły) - Kolarstwo (50) (szczegóły) - Koszykówka na wózkach (2) (szczegóły) - Lekkoatletyka (177) (szczegóły) | - Łucznictwo (9) (szczegóły) - Piłka pięcioosobowa (1) (szczegóły) - Piłka siedmioosobowa (1) (szczegóły) - pływanie (152) (szczegóły) - Podnoszenie ciężarów (20) (szczegóły) - Rugby na wózkach (1) (szczegóły) - Siatkówka na siedząco (2) (szczegóły) | - Strzelectwo (12) (szczegóły) - Szermierka na wózkach (14) (szczegóły) - Tenis na wózkach (6) (szczegóły) - Tenis stołowy (29) (szczegóły) - Triathlon (6) (szczegóły) - Wioślarstwo (4) (szczegóły) - Żeglarstwo (3) (szczegóły) |

## Program
| ● | Ceremonia otwarcia |  | Eliminacje | ● | Finały | ● | Ceremonia zamknięcia |

| Wrzesień 2016         | 7 Śr | 8 Czw | 9 Pt | 10 Sob | 11 Nd | 12 Pon | 13 Wt | 14 Śr | 15 Czw | 16 Pt | 17 Sob | 18 Nd | Złote medale |
| --------------------- | ---- | ----- | ---- | ------ | ----- | ------ | ----- | ----- | ------ | ----- | ------ | ----- | ------------ |
| Boccia                |      |       |      |        |       | 3      |       |       |        | 4     |        |       | 7            |
| Goalball              |      |       |      |        |       |        |       |       |        | 2     |        |       | 2            |
| Jeździectwo           |      |       |      |        |       |        | 1     | 2     | 2      | 6     |        |       | 11           |
| Judo                  |      | 4     | 4    | 5      |       |        |       |       |        |       |        |       | 13           |
| Kolarstwo             |      | 4     | 5    | 5      | 3     |        |       | 8     | 8      | 8     | 9      |       | 50           |
| Koszykówka na wózkach |      |       |      |        |       |        |       |       |        | 1     | 1      |       | 2            |
| Lekkoatletyka         |      | 10    | 20   | 16     | 19    | 14     | 19    | 14    | 19     | 16    | 25     | 5     | 177          |
| Łucznictwo            |      |       |      |        | 1     | 1      | 1     | 1     | 1      | 2     | 2      |       | 9            |
| Parakajakarstwo       |      |       |      |        |       |        |       |       | 6      |       |        |       | 6            |
| Paratriathlon         |      |       |      | 3      | 3     |        |       |       |        |       |        |       | 6            |
| Piłka pięcioosobowa   |      |       |      |        |       |        |       |       |        |       | 1      |       | 1            |
| Piłka siedmioosobowa  |      |       |      |        |       |        |       |       |        | 1     |        |       | 1            |
| Pływanie              |      | 16    | 16   | 14     | 15    | 16     | 15    | 15    | 14     | 16    | 15     |       | 152          |
| Podnoszenie ciężarów  |      | 2     | 3    | 3      | 3     | 3      | 3     | 3     |        |       |        |       | 20           |
| Rugby na wózkach      |      |       |      |        |       |        |       |       |        |       |        | 1     | 1            |
| Siatkówka na siedząco |      |       |      |        |       |        |       |       |        | 1     | 1      |       | 2            |
| Strzelectwo           |      | 2     | 2    | 2      | 1     | 1      | 2     | 2     |        |       |        |       | 12           |
| Szermierka na wózkach |      |       |      |        |       | 2      | 4     | 4     | 2      | 2     |        |       | 14           |
| Tenis na wózkach      |      |       |      |        |       |        |       | 1     | 1      | 2     | 2      |       | 6            |
| Tenis stołowy         |      |       |      |        | 5     | 8      | 8     |       |        | 4     | 4      |       | 29           |
| Wioślarstwo           |      |       |      |        | 4     |        |       |       |        |       |        |       | 4            |
| Żeglarstwo            |      |       |      |        |       |        |       |       |        |       | 3      |       | 3            |
| Złote medale          | 0    | 38    | 50   | 48     | 54    | 48     | 54    | 50    | 54     | 65    | 60     | 6     | 528          |
| Ceremonie             |      |       |      |        |       |        |       |       |        |       |        |       |              |
| Wrzesień 2012         | 7 Śr | 8 Czw | 9 Pt | 10 Sob | 11 Nd | 12 Pon | 13 Wt | 14 Śr | 15 Czw | 16 Pt | 17 Sob | 18 Nd | Złote medale |

Źródło:

## Klasyfikacja medalowa[11]
| Miejsce                            | Państwo         | złoto | srebro | brąz |     |
| ---------------------------------- | --------------- | ----- | ------ | ---- | --- |
| 1.                                 | Chiny           | 107   | 81     | 51   | 239 |
| 2.                                 | Wielka Brytania | 46    | 39     | 44   | 147 |
| 3.                                 | Ukraina         | 41    | 37     | 39   | 117 |
| 4.                                 | USA             | 40    | 44     | 31   | 115 |
| 5.                                 | Australia       | 22    | 30     | 29   | 81  |
| 6.                                 | Niemcy          | 18    | 25     | 14   | 57  |
| 7.                                 | Holandia        | 17    | 19     | 26   | 62  |
| 8.                                 | Brazylia        | 14    | 29     | 29   | 72  |
| 9.                                 | Włochy          | 10    | 14     | 15   | 39  |
| 10.                                | Polska          | 9     | 18     | 12   | 39  |
| Zobacz pełną klasyfikację medalową |                 |       |        |      |     |